# ポール・スタルテリ
ポール・スタルテリ（Paul Andrew Stalteri, 1977年10月18日 - ）は、カナダ・オンタリオ州エトビコ出身（現トロント）の元サッカー選手。ポジションはDF。カナダ代表であった。イタリア人の父とガイアナ人の母の間に生まれる。
基本的に右サイドバックを専門としているが、左サイドバックもこなす。また、時にはフォワードもこなす万能型プレーヤー。屈強な身体を生かした果敢なオーバーラップは見物である。代表ではキャプテンを務める。

## 代表歴
1997年8月17日イラン代表戦で初キャップを記録。
優勝した2000年のゴールドカップを始めFIFAコンフェデレーションズカップ2001や2002、2003、2007、2009年のゴールドカップに出場している。代表キャップ数84は歴代単独1位である。

## タイトル
- ヴェルダー・ブレーメン

ブンデスリーガ 2004
DFBポカール 2004
- カナダ代表

CONCACAFゴールドカップ 2000